# Muelle de la Sal

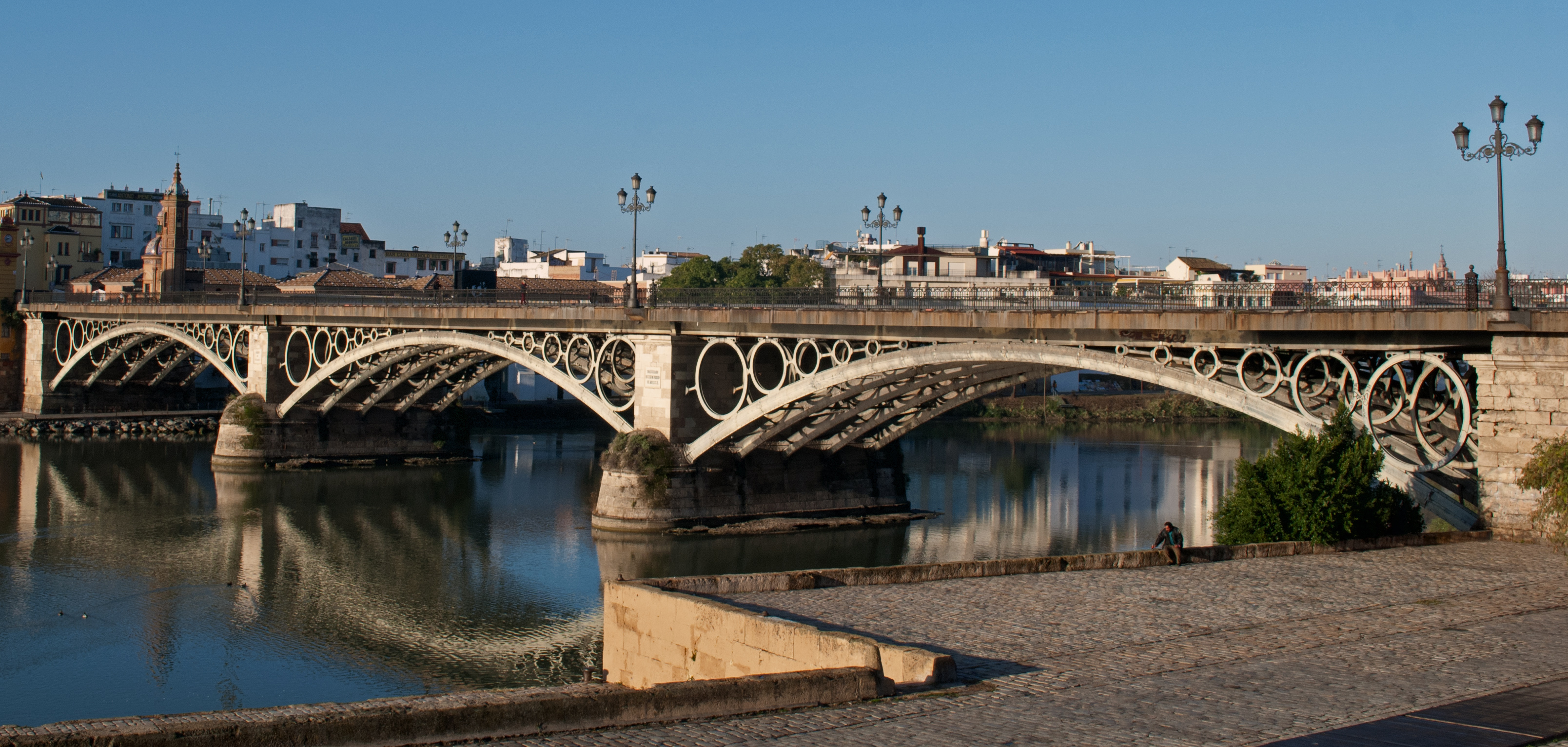
Muelle de la Sal y el puente de Triana. En el centro de la imagen está el emplazamiento original de la grúa Fairbairn.

El muelle de la Sal de Sevilla está ubicado junto al paseo de Colón, a los pies de la cabecera del puente de Isabel II, en la margen ribereña de Sevilla (Andalucía, España).

## Historia

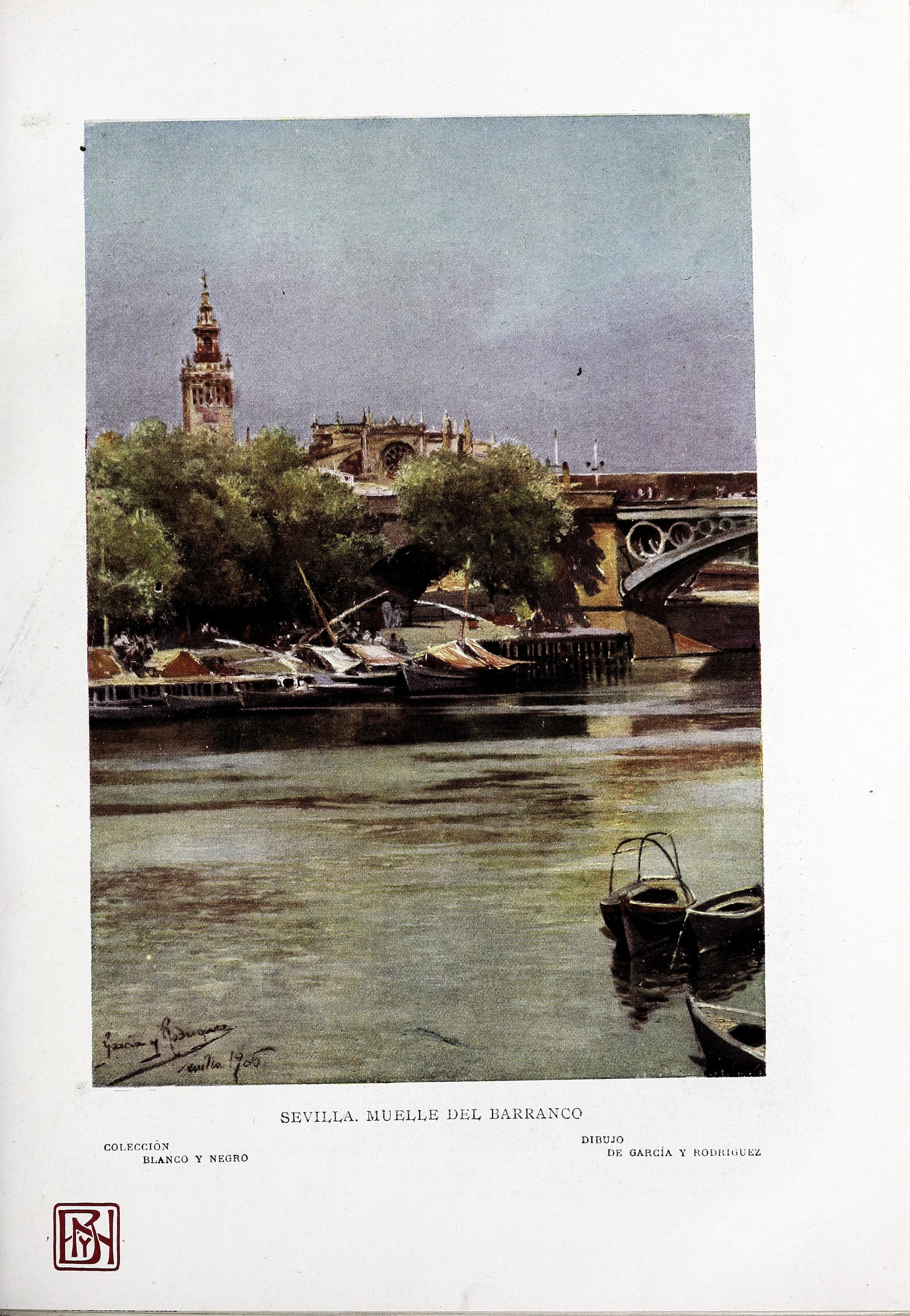
«Sevilla. Muelle del Barranco» por Manuel García y Rodríguez (Blanco y Negro, 1907)

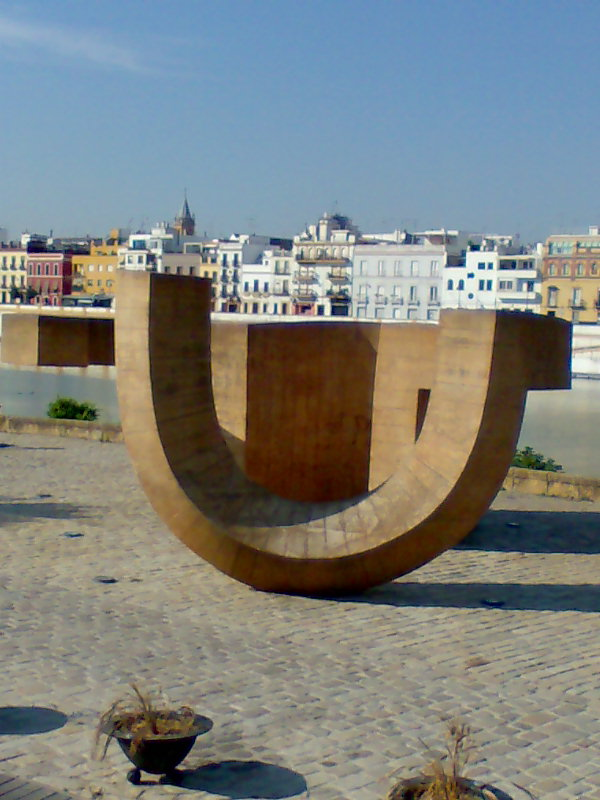
Monumento a la Tolerancia de Chillida, en el muelle de la Sal.

Toda la zona portuaria que iba desde la Torre del Oro al Puente de Barcas era de gran actividad, y este muelle concreto era llamado muelle del Barranco. Actualmente, lo único que conserva el nombre de "del Barranco" son una serie de naves de la arquitectura del hierro realizadas por la empresa sevillana Portilla, White y Cía y que se encuentran en el entorno.
El nombre que tiene actualmente se debe a que se utilizaba para la descarga de la sal que, llegaba en candrayes desde las salinas gaditanas. 
Esta sal, destinada al principio para su distribución en Sevilla, derivó posteriormente al abastecimiento de los barcos pesqueros que acudían a Sevilla para descargar y vender la pesca en la lonja del Barranco, inmediata también al puente, pero río arriba. 
Antes de partir a la mar para un nuevo período de pesca, rellenaban en parte sus bodegas con hielo y sal, único procedimiento para mantener en buenas condiciones el pescado capturado hasta la vuelta a puerto. En el mismo muelle estaba la fábrica de hielo de Barrera, que lo suministraba, ya picado, directamente al barco. Hielos Barrera es una empresa con sede social en Cádiz que existe en la actualidad.
A mediados de los años 60, las facilidades de transporte por carretera y la utilización de equipos de refrigeración instalados a bordo dieron fin al uso de este muelle. 
En el año 1992, en el contexto de la Exposición Universal de 1992 que conmemoraba el V Centenario del Descubrimiento de América, se colocó en el muelle el monumento a la Tolerancia, obra del escultor Chillida.

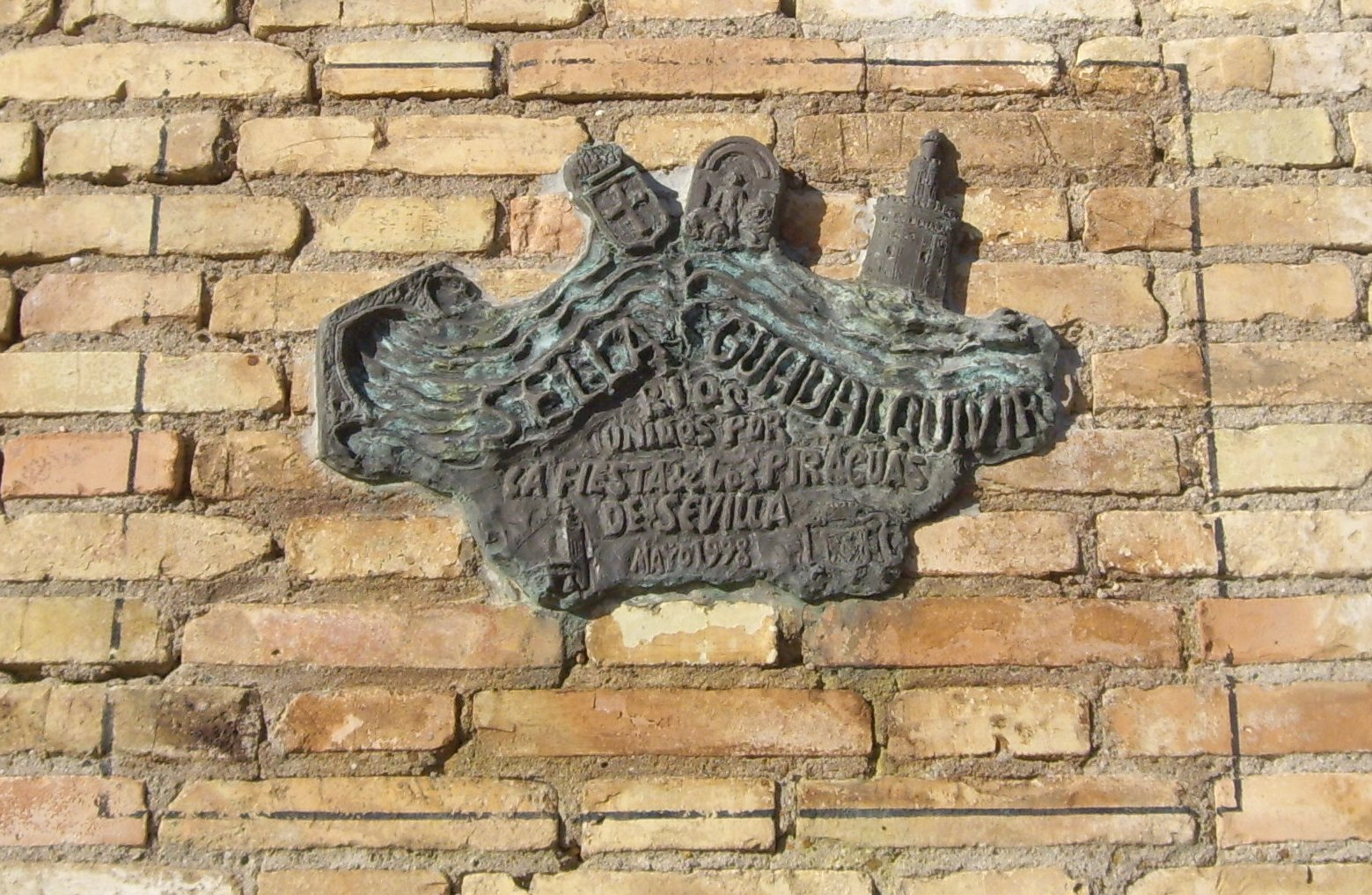
Placa conmemorativa de la Fiesta de las Piraguas de Sevilla que hermana al río Sella de Asturias con el Guadalquivir de Andalucía

El río Guadalquivir es un excelente lugar para realizar piragüismo y cuenta con un Centro de Alto Rendimiento de Remo y Piragüismo en la isla de la Cartuja. Dada esta condición, se han celebrado 21 ediciones de la Fiesta de las Piraguas desde este muelle. En 1998 se colocó en el muelle de la Sal una placa de bronce conmemorativa para hermanar el Guadalquivir con el río Sella de Asturias, popular por sus descensos en piragua. La placa muestra el río Sella, pasando por debajo del puente de Cangas de Onís y uniéndose con el Guadalquivir, que pasa frente a la Torre del Oro. También se muestran los escudos de Asturias y Andalucía.